# State Electric Company
Das Unternehmen State Electric Company Limited, kurz STELCO, ist neben der Male' Water & Sewerage Company Pvt. (MWSC) eines der staatlichen, maledivischen Versorgungsunternehmen. STELCO ist dabei für die Elektrizitätsversorgung zuständig.

## Geschichte
STELCO wurde 1949 als das Electricity Department gegründet und später in Maldives Electricity Board umbenannt. Das Unternehmen beschäftigt rund 700 Mitarbeiter auf den ganzen Malediven und versorgt 27 Inseln mit Strom. Alleine 56 Mitarbeiter sind im Kraftwerk in der Hauptstadt Malé beschäftigt.
Die State Electric Company Limited wird von Hassan Zahir geleitet.

## Erzeugung und Versorgungsnetz
Das Unternehmen betreibt auch Meerwasserentsalzungsanlagen, um das für die Energieerzeugung notwendige Brauchwasser selbst herstellen zu können.
STELCO betreibt im Südosten von Malé mit einer installierten Leistung von 35 Megawatt das größte Kraftwerk der Malediven (4° 10′ 12,7″ N, 73° 30′ 50,4″ O). Wie auf den gesamten Insel des Inselstaates wird die elektrische Energie durch Dieselgeneratoren erzeugt. Das Kraftwerk in Malé verbraucht dabei täglich 115.000 Liter Dieselkraftstoff.
Auf der künstlich geschaffenen Insel Hulhumalé wird ebenfalls ein Kraftwerk (4° 12′ 15″ N, 73° 32′ 17,5″ O) betrieben. Das Kraftwerk wurde am 10. Dezember 2004 in Betrieb genommen und besitzt im Moment eine Leistung von etwa 2,2 MW. Im Rahmen der weiteren Besiedlung von Hulhumalé und des weiteren Ausbaus der dortigen Industrie, wird die Leistung kontinuierlich erhöht.
Neben größeren Kraftwerken auf Villingili und Thilafushi, die ebenfalls durch Landgewinnung hauptsächlich durch das Verfüllen mit Müll entstanden ist, wird auf weiteren 23 Inseln Strom erzeugt.